# Форест Лејк (Минесота)
Форест Лејк (енгл. Forest Lake) град је у америчкој савезној држави Минесота.

## Демографија
По попису из 2010. године број становника је 18.375, што је 11.577 (170,3%) становника више него 2000. године.
| Група             | 2000.         | 2010.          |
| Белци             | 6.561 (96,5%) | 17.114 (93,1%) |
| Афроамериканци    | 27 (0,4%)     | 195 (1,1%)     |
| Азијати           | 37 (0,5%)     | 269 (1,5%)     |
| Хиспаноамериканци | 68 (1,0%)     | 430 (2,3%)     |
| Укупно            | 6.798         | 18.375         |